# Barleria siamensis
Barleria siamensis es una especie de planta floral del género Barleria, familia Acanthaceae.
Es nativa de Malasia y Tailandia.